# شانكس
شانكس السلمي ذو الشعر الأحمر هو أحد شخصيات أنمي ومانغا ون بيس، وهو قبطان قراصنة ذو الشعر الأحمر وهو أحد اليونكو، وكان متدربا في طاقم ملك القراصنة السابق غول دي روجر، وهو المثل الأعلى للوفي وصديقه المفضل، وهو من أقوى شخصيات ون بيس، وهو من الأزرق الغربي. صرح الكاتب في الفيفر كارد أن شانكس اضعف من ميهوك بفارق متوسط بعد أن تقاتل معه بلا رحمة.
معلومة إضافية : Sara Kh ( زوجة ) 

## مظهره
شانكس شخص ذو شعر أحمر ويرتدي قميص أبيض وبنطال غريب الشكل وفي عينه 3 ندبات سببها له ذو اللحية السوداء مارشال دي تيتش. ويرتدي حذاء من نوع الصندل ويمتلك سيف يسمى الغريفون، كما أنه يمتلك جميع أنواع الهاكي وقد كان يرتدي سابقًا قبعة القش التي أعطاها لمونكي دي لوفي لكي يصبح قرصانًا قويًّا، وقد قُطِعت يده اليسرى عندما أنقذ لوفي من ملك البحر.

## شخصيته
شانكس شخص طيّب وذكي ويحبّ المرح لكنه في وقت الجد لا يمزح كما حدث في المارينفورد وهو شخص كثير المرح وكثير الحبّ للضحك لكن أكثر ما يغضبه هو أن يلمس أحد أصدقائه أو أحد افراد طاقمه كما حدث عندما أخذ رئيس قطاع الطرق هيجوما لوفي وحاول قتله، وأيضًا صديق لعين الصقر ميهوك.

## علاقاته

### طاقمه
لدى شانكس علاقة جيّدة جدًا مع طاقمه وهو يحبهم ويحترمهم، وهم أيضًا يحبونه جدًا ويحترموه وهم اقوياء جدًا، ومنهم:
- بين باكمان هو أقوى قراصنة شانكس وهو نائبه، وهو قويّ جدًا، وقال أودا عنه أنَّه الأذكى من بين جميع الشخصيات التي ظهرت
- لوكي رو هو رجل سمين يحب الضحك والاكل، وهو قوي وسريع جدًا وهذا شيء عجيب جدًا رغم حجمه.
- ياسوب هو والد اوسوب وهو قناص ماهر جدًا جدًا، ويعتبر من أمهر القناصة في ون بيس.
- روكستار هو أحد قراصنة شانكس ولم تظهر قوته، وهو أنه يمتلك شعر أحمر مثل شانكس، توجد على رأسه مكافأة قدرها 94,000,000 بيري.

### الهاكي
يملك شانكس جميع أنواع الهاكي الثلاث كما ذكر في الفيفر كارد، وذُكِر أيضًا أنه أقوى مستخدم لجميع أنواع الهاكي. وبخصوص موضوع تصدّيه لأكاينو فلا يوجد شيء رسمي ما إن كان قد دعّم السلاح بالتصلب أم لا.

## ماضيه
شانكس لم يذكر له الكثير عن ماضيه في الأنمي لكن فقط ذكر أنه كان يتدرب في سفينة غول دي روجر هو وصديقه باجي المهرج لكنهما افترقا عندما تم إعدام رئيسهما غول دي روجر وافترق كل واحد منهما وشكل طاقم لكن شانكس أصبح أحد الأباطرة الأربعة وباجي أصبح يمتلك طاقم ليس بالقوة الكبيرة وفي الحلقات الأخيرة من الأنمي أعلن أنه أصبح أحد أليونكو

## معاركه
- شانكس ضد عين الصقر ميهوك

النتيجة: انتهى بتعادل بينهم.
- شانكس ضد اللحية السوداء مارشال دي تيتش

النتيجة: غير معروفة، ولكن تيتش سبب ندبة لشانكس وشانكس لم يظهر بشكل رسمي أنه كسر أسنان تيتش.
- شانكس وقراصنته ضد قطاع الطرق

النتيجة: فوز شانكس وقراصنته بسهولة
- شانكس ضد اللحية البيضاء إدوارد نيوجيت

النتيجة: حدث اشتباك بسيط بينهما أدى إلى انقسام الغيوم في السماء وانتهى بألغاء القتال 
- شانكس ضد الفأس الفضية

النتيجة: فوز شانكس و بهذا أصبح يونكو